# Cyclocoeloma
Cyclocoeloma is een geslacht van kreeftachtigen uit de klasse van de Malacostraca (hogere kreeftachtigen).

## Soort
- Cyclocoeloma tuberculata Miers, 1880